# Naturschutzgebiet Eichenmischwald Dreihausen
Das Naturschutzgebiet Eichenmischwald Dreihausen mit einer Größe von 6,6 ha im Stadtgebiet von Arnsberg im Hochsauerlandkreis. Es wurde 1998 mit dem Landschaftsplan Arnsberg durch den Kreistag des Hochsauerlandkreises als Naturschutzgebiet (NSG) mit dem Namen Naturschutzgebiet Strukturreicher Eichenwald bei Dreihausen und einer Flächengröße 14,7 ha ausgewiesen. Bei der Neuaufstellung des Landschaftsplanes Arnsberg durch den Kreistag 2021 wurde das NSG mit verändertem Namen erneut ausgewiesen und mehr als halbiert.

## Gebietsbeschreibung
Im NSG handelt es sich um den nördlichen Teil eines strukturreichen Eichenwaldes. Der Eichenwald ist insbesondere im Südteil bei Ausweisung stark aufgelichtet. Im nördlichen Bereich befindet sich eine dichte Strauchschicht. Im östlichen NSG durchzieht ein naturnaher, mäandrierender Bach in einem steilen, natürlichen Siepen den Wald. Der Bachlauf hat seine in die Festsetzung einbezogene Quelle weiter südlich außerhalb des Waldes in einem gehölzbestandenen, von Grünland und Acker umgebenen Siepen, das durch Schuttablagerungen, Grünabfälle und dadurch bedingte Eutrophierungszeiger beeinträchtigt ist. Der Bach selbst weist eine feinkiesige Sohle auf. Die Beschattung bewirkt eine gering ausgeprägte Ufervegetation. Weiter östlich im NSG stockt ein stark aufgelichteter Buchen-Eichenbestand, der augenscheinlich der natürlichen Sukzession überlassen ist. Eberesche und Birke als charakteristische Vorwaldarten prägen das Bild dieses Bestandes.
Als zusätzliches Gebot führt der Landschaftsplan auf, dass Müllablagerungen aus Hausmüll, Bauschutt und Gartenabfällen zu entfernen sind.

## Spezielle Schutzzwecke für das NSG
Das NSG soll das Waldgebiet mit Arteninventar schützen. Wie bei allen Naturschutzgebieten in Deutschland wurde in der Schutzausweisung darauf hingewiesen, dass das Gebiet „wegen der Seltenheit, besonderen Eigenart und Schönheit des Gebietes“ zum Naturschutzgebiet erklärt wurde. Laut Landschaftsplan erfolgte die Ausweisung zum:
- „Schutz und Erhaltung eines strukturreichen, altersheterogenen, naturnahen und von Eichen dominierten Laubwaldes sowie eines naturnahen Bachsiepens;“
- „Erhaltung des Wertes als Refugial-, Trittstein- und Vernetzungsbiotop.“
- „Das NSG dient auch der nachhaltigen Sicherung von besonders schutzwürdigen Lebensräumen nach § 30 BNatSchG.“[2]